# Бак, Пер
Пер Бак (дат. Per Bak; 8 декабря 1948 — 16 октября 2002) —  датский физик-теоретик, принявший участие в создании теории  самоорганизованной критичности.
Окончил Датский технический университет, в 1974 г. защитил там же диссертацию. Работал в Брукхейвенской национальной лаборатории, занимаясь проблемами фазового перехода. С 1996 г. профессор Имперского колледжа Лондона.
В 1987 году Бак вместе с Чао Таном и Куртом Визенфельдом опубликовал технический отчет о самоорганизованной критичности, который будет процитирован более двух тысяч раз, что сделает его самой цитируемой работой по физике за последующие десять лет.
Умер от миелодиспластического синдрома.

## Труды
- 1982, «Commensurate phases, incommensurate phases, and the devil’s staircase», in: Reports on Progress in Physics, Vol. 45, pp. 587—629;doi:10.1088/0034-4885/45/6/001
- 1987, «Self-organized criticality: an explanation of 1/f noise», with Chao Tang and Kurt Wiesenfeld, in: Physical Review Letters, Vol. 59, pp. 381—384;doi:10.1103/PhysRevLett.59.381
- 1996, How Nature Works: The Science of Self-Organized Criticality, New York: Copernicus. ISBN 0-387-94791-4 {Рец. Питера Липтона}
- 2013, Как работает природа. Теория самоорганизованной критичности / пер. с англ. — М., ISBN 978-5-9710-9496-8